# El rumor de las piedras
El rumor de las piedras és una pel·lícula veneçolana de l'any 2011. Està dirigida per Alejandro Bellame Palacios, qui també va treballar en la producció i en el guió d'aquesta. És protagonitzada per Rossana Fernández, Christian González i Juan Carlos Núñez. Va ser estrenada en Veneçuela el 30 de setembre de 2011.
En agost del 2011 el film va ser seleccionat per un comitè cinematogràfic com la pel·lícula veneçolana que intentaria participar en la 84a edició dels Premis Oscar, buscant estar nominada en la categoria d' Oscar a la millor pel·lícula de parla no anglesa.

## Inspiración
| «                   | «Molts dels supervivents de la tragèdia de Vargas al·ludeixen al rumor de les pedres com l'indicador d'un gran llit que venia de la muntanya, produint després un baluern intens i pertorbador. A 12 anys de l'episodi, aquest rumor profund, pel que sembla, és una de les coses que [ells] més recorden. Aquest caràcter aterridor del so em va fer evocar un que tinc registrat en la meva memòria, que també és present en aquesta pel·lícula i va ser el rumor de les pedres del terratrèmol de Caracas de 1967. D'aquesta sacsejada tinc en la meva ment més ressonàncies que imatges». | » |
| — Alejandro Bellame | |   |

## Argument
L'entorn principal es troba en un barri precari de Caracas, el personatge central és una dona jove anomenada Delia, una mare soltera, supervivent de la tragèdia de Vargas —on va desaparèixer la seva filla—, està entossudida a salvar a les seves uns altres dos fills de la violència característica de la seva comunitat; quan el seu fill major enfronta problemes delictius, ella tracta de reconstruir la seva vida i la de la seva família.

## Reparto
- Rossana Fernández com Delia.
- Christian González com William, fill gran de Delia.
- Juan Carlos Núñez com Santiago, fill petit de Delia.
- Arlette Torres com Marisol.
- Alberto Alifa com David.
- Aminta de Lara com Raiza.
- Verónica Arellano és Chela.
- Zapata 666 com El mota.
- Laureano Olivares com El fauna.
- Yonaikel Burguillos com Yeyson.

## Recepció
La pel·lícula es va emportar 6 premis en el VII Festival del Cinema Veneçolà, realitzat en Mèrida, incloent el guardó a "Millor pel·lícula". Va ser nominada en la categoria "Millor llargmetratge de Ficció" (Nacional) en l'IV Festival de Cinema Llatinoamericà de Margarita. A l'agost de 2011 es va presentar la pel·lícula en el Festival Internacional de Cinema de Mont-real —on Vicente Aranda presideix al jurat—, competint pel premi del públic.
Va ser triada per a representar a Veneçuela en la 84a cerimònia dels Premis Oscar, va buscar una nominació en la categoria "Millor pel·lícula estrangera"; no obstant això, El rumor de les pedres no va ser inclosa en el shortlist d'aquesta categoria; altres 10 pel·lícules veneçolanes estaven nominades per a aconseguir aquest mèrit, l'encarregat de triar-la va ser un comitè conformat per cineastas de l'Associació Nacional d'Autors Cinematogràfics i la Cambra Veneçolana de Productors de llargmetratge. El seu principal contendent va ser el film Reverón de Diego Rísquez.

### Premis i nominacions
| Any  | Organització                                                | Premi                          | Beneficiat                                  | Resultat   |
| ---- | ----------------------------------------------------------- | ------------------------------ | ------------------------------------------- | ---------- |
| 2011 | VII Festival del Cinema Veneçolà                            | Millor pel·lícula              | El rumor de las piedras                     | Guanyador  |
| 2011 | VII Festival del Cinema Veneçolà                            | Millor càmera                  | Alexandra Henao y Jesús Ayala               | Guanyador  |
| 2011 | VII Festival del Cinema Veneçolà                            | Millor muntatge                | Moisés Durán, Ángel Manrique i Félix Colina | Guanyador  |
| 2011 | VII Festival del Cinema Veneçolà                            | Millor guió                    | Alejandro Bellame i Valentina Saá           | Guanyador  |
| 2011 | VII Festival del Cinema Veneçolà                            | Millor actriu principal        | Rossana Fernández                           | Guanyador  |
| 2011 | VII Festival del Cinema Veneçolà                            | Millor actor de repartiment    | Christian González                          | Guanyador  |
| 2011 | Festival Internacional de Cinema de Mont-real               | Premi del públic               | El rumor de las piedras                     | Nominada   |
| 2011 | IV Festival de Cine Latinoamericano y Caribeño de Margarita | Millor llargmetratge de ficció | El rumor de las piedras                     | Nominada   |
| 2011 | Festival ELCO 2011                                          | Millor director                | Alejandro Bellame                           | Guanyador  |
| 2011 | Festival ELCO 2011                                          | Millor so                      | Yein González                               | Guanyador  |
| 2011 | Festival ELCO 2011                                          | Premi del públic               | El rumor de las piedras                     | Guanyador  |
| 2011 | XVIII Mostra de Cinema Llatinoamericà de Catalunya          | Millor actriu                  | Rossana Fernández                           | Guanyadora |